# Odontodes albidorsa
Odontodes albidorsa là một loài bướm đêm trong họ Noctuidae.